# Emilija Georgieva
Emilija Georgieva (* 1970 in Sofia, Bulgarien) ist eine Schweizer Diplomatin und Botschafterin der Schweiz.

## Werdegang
Emilija Georgieva kam im Primarschulalter in die Schweiz und wuchs in Winterthur und Bubikon auf. Nach ihrer Matur an der Kantonsschule in Wetzikon studierte sie an der Universität Zürich Geschichte, Staatsrecht und Filmwissenschaft.
Nach Abschluss des Studiums war sie Assistentin am Institut für Sicherheitspolitik der ETH Zürich am Lehrstuhl von Jürg Martin Gabriel, wo sie in Forschung und Lehre tätig war. Am 1. Mai 2000 trat sie in den Dienst des Eidgenössischen Departements für auswärtige Angelegenheiten EDA ein und wurde während ihrer Ausbildung zur Diplomatin in Bern und Wien bei der OSZE und den Vereinten Nationen eingesetzt. Nach Stationen in Bern übernahm sie von 2006 bis 2009 ein Mandat als Kommunikationschefin und Pressesprecherin der Schweizer Botschaft in Washington, D.C. Ab 2013 war sie fünf Jahre lang Stellvertreterin des Missionschefs der Schweizer Botschaft in Singapur.
Von 2018 bis 2022 war sie die Botschafterin der Schweiz in der Republik Kroatien mit Sitz in Zagreb. Seit August 2022 leitet sie die Botschaft der Schweiz im Haschemitischen Königreich Jordanien und in der Republik Irak mit Sitz in Amman.
Neben ihren Muttersprachen Deutsch und Bulgarisch spricht Georgieva Englisch, Französisch sowie Spanisch.
Georgieva ist Mutter von drei Kindern.